# Donald Shanks
Donald L. Shanks (nacido el 26 de febrero de 1950 en Piasa, Illinois) es un actor estadounidense conocido por su papel como Michael Myers en Halloween 5: La venganza de Michael Myers.

## Biografía
Donald Shanks, es descendiente de ingleses y de nativos americanos, más precisamente de la raza Cherokee. Nació en Piasa, Illinois. Tiene una hermana llamada Kay. En 1967, se graduó en una escuela secundaria al sudoeste en Piasa, Illinois. Luego él y su familia se trasladaron a Los Ángeles. En 1989, Shanks interpretó a Michael Myers en Halloween 5: La venganza de Michael Myers. En 2006, él apareció como Ben Willis, el asesino serial infame en la película "I'll Always Know What You Did Last Summer". Recientemente, Donald Shanks, un indígena de la raza Cherokee, apareció en la película "The Last Sin Eater" como jefe indio. Fue lanzada en los EE. UU. el 9 de febrero de 2007, solamente 17 días antes de su cumpleaños número 57.
Ha trabajado como doble en muchas películas, incluyendo la comedia Dumb & Dumber. 
Donald L. Shanks vive actualmente en Toluca Lake, Los Ángeles, California, Estados Unidos.